# Benzo(a)pirén
A szócikk címe technikai okok miatt pontatlan. A helyes cím: Benzo[a]pirén.
A benzo[a]pirén kondenzált gyűrűs, öt benzolgyűrűt tartalmazó aromás szénhidrogén, összegképlete C20H12. Halványsárga, szilárd, kristályos anyag. Vízben nem, triklórmetánban viszont kitűnően oldódik. Erős oxidálószerekkel telítetlensége folytán reagál. Megtalálható a kőszénkátrányban, a gépkocsik kipufogógázában és a cigarettafüstben is.

## Élettani hatásai
Kifejezetten karcinogén hatású, genetikai károsodásokat okoz.

## Fordítás
- Ez a szócikk részben vagy egészben a Benzopyrene című angol Wikipédia-szócikk ezen változatának fordításán alapul.  Az eredeti cikk szerkesztőit annak laptörténete sorolja fel. Ez a jelzés csupán a megfogalmazás eredetét és a szerzői jogokat jelzi, nem szolgál a cikkben szereplő információk forrásmegjelöléseként.
- Ez a szócikk részben vagy egészben a Benzo(a)pyrene című angol Wikipédia-szócikk ezen változatának fordításán alapul.  Az eredeti cikk szerkesztőit annak laptörténete sorolja fel. Ez a jelzés csupán a megfogalmazás eredetét és a szerzői jogokat jelzi, nem szolgál a cikkben szereplő információk forrásmegjelöléseként.